# Ceresium simplex
Ceresium simplex är en skalbaggsart som först beskrevs av White 1855.  Ceresium simplex ingår i släktet Ceresium och familjen långhorningar.
Artens utbredningsområde är:
- Filippinerna.
- Samoa.
- Vanuatu.

Inga underarter finns listade i Catalogue of Life.